# Кашина Батаље
Кашина Батаље је насеље у Италији у округу Бергамо, региону Ломбардија.
Према процени из 2011. у насељу је живело 82 становника. Насеље се налази на надморској висини од 138 м.